# Перу на летних Олимпийских играх 1960
Перу принимала участие в Летних Олимпийских играх 1960 года в Риме (Италия) в четвёртый раз за свою историю, но не завоевала ни одной медали.

## Результаты соревнований

### Академическая гребля
В следующий раунд из каждого заезда проходили несколько лучших экипажей (в зависимости от дисциплины). В финал A выходили 6 сильнейших экипажей.
Мужчины
| Соревнование | Спортсмены                    | Предварительный заезд | Предварительный заезд | Предварительный заезд | Отборочный заезд | Отборочный заезд | Отборочный заезд | Полуфинал             | Полуфинал             | Полуфинал             | Финал                 | Финал                 |
| Соревнование | Спортсмены                    | Заезд                 | Время                 | Место                 | Заезд            | Время            | Место            | Заезд                 | Время                 | Место                 | Время                 | Место                 |
| ------------ | ----------------------------- | --------------------- | --------------------- | --------------------- | ---------------- | ---------------- | ---------------- | --------------------- | --------------------- | --------------------- | --------------------- | --------------------- |
| двойки       | Эстуардо Масиас Виктор Пуэнте | 3                     | 7:55,28               | 5                     | 2                | 7:45,15          | 3                | завершили выступление | завершили выступление | завершили выступление | завершили выступление | завершили выступление |